# Cyperus miliifolius
Cyperus miliifolius är en halvgräsart som beskrevs av Eduard Friedrich Poeppig och Carl Sigismund Kunth. Cyperus miliifolius ingår i släktet papyrusar, och familjen halvgräs. Inga underarter finns listade i Catalogue of Life.